# Туран (град)
Туран (рус. Туран) град је у Русији у Туви.

## Становништво
| 1959. | 1970. | 1979. | 1989. | 2002. | 2010. |
| ----- | ----- | ----- | ----- | ----- | ----- |
| 5.646 | 4.539 | 5.139 | 5.976 | 5.598 | 4.988 |